# Emma Hurst
Emma Hurst, née à Sydney en 1981,, est une femme politique australienne. Elle est directrice de campagne de l'association caritative de protection des animaux Animal Liberation (en).

## Biographie
Née et élevée à Sydney, elle devient végétarienne durant son enfance lorsqu'elle berce une poule et reconnaît la similitude entre le contentement exprimé par celle-ci et les ronronnements du chat de la famille,. Elle devient végane à l'âge de 18 ans. Elle obtient un diplôme de master en psychologie de la santé à l'université Monash et s'engage dans la protection des animaux. Elle devient directrice de campagne pour l'association caritative Animal Liberation, qui milite en Nouvelle-Galles du Sud contre les souffrances infligées aux animaux d'élevage, puis travaille aux communications de l'association internationale PETA (« Pour une éthique dans le traitement des animaux ») et dirige l'association Research Animal Rehoming Service qui trouve des foyers d'adoption pour des animaux ayant été utilisés dans des laboratoires,,,,,.
Elle mène des campagnes en justice et obtient la condamnation pour maltraitance de deux élevages de canards et l'abolition de courses de chèvres, et milite avec succès pour obtenir l'arrêt de la vente de viande de lapin par plusieurs distributeurs. Trentenaire, elle se met au culturisme (bodybuilding), et remporte trois médailles d'or et une de bronze à des compétitions nationales de culturisme, attirant l'attention des médias par ses succès en développement musculaire esthétique en suivant un régime végétalien. Elle prend également part à des semi-marathons.
Membre du parti Justice pour les animaux, elle est candidate sans succès dans la circonscription de Grayndler contre le travailliste Anthony Albanese aux élections législatives fédérales de 2016, mais est élue au Conseil législatif de Nouvelle-Galles du Sud, la chambre haute du Parlement de Nouvelle-Galles du Sud, aux élections législatives de 2019. Elle y rejoint Mark Pearson, élu en 2015, tandis qu'Andy Meddick est membre du Conseil législatif du Victoria depuis 2018 ; Emma Hurst est donc la troisième personne élue pour le parti Justice pour les Animaux au parlement d'un des États de l'Australie. Elle préside en octobre 2019 la commission d'enquête parlementaire sur l'utilisation des cages dans l'élevage industriel des poules, commission qui recommande l'étiquetage des produits de ces industries. Elle s'oppose cette même année au projet de loi du gouvernement conservateur de Nouvelle-Galles du Sud de durcir les peines contre les activistes qui révèlent les atrocités commises dans les élevages industriels et les abattoirs. Elle explique que le projet de loi semble vouloir « empêcher le public de prendre conscience de la cruauté infligée aux animaux, avec semble-t-il pour objectif de ralentir l'opposition croissante du public à la douleur infligée aux animaux », et fait campagne activement dans les médias pour la transparence et pour défendre le droit des consommateurs à connaître les réalités des conditions d'élevage. Durant les feux de brousse de 2019-2020 en Australie, elle mène une campagne de collecte de fonds pour aider les sanctuaires recueillent les animaux brûlés, blessés ou déplacés par les gigantesques feux de forêt,,.